# آن ماری ریندوم
آن ماری ریندوم (انگلیسی: Anne-Marie Rindom؛ زادهٔ ۱۴ ژوئن ۱۹۹۱) قایقران قایق بادبانی اهل دانمارک است.